# Barthélemy-Gabriel Rolland d'Erceville
Pour les articles homonymes, voir Rolland.
Barthélemy-Gabriel Rolland de Chambaudoin d'Erceville, né le 18 août 1730 et mort le 20 avril 1794, est un magistrat et écrivain français.

## Biographie

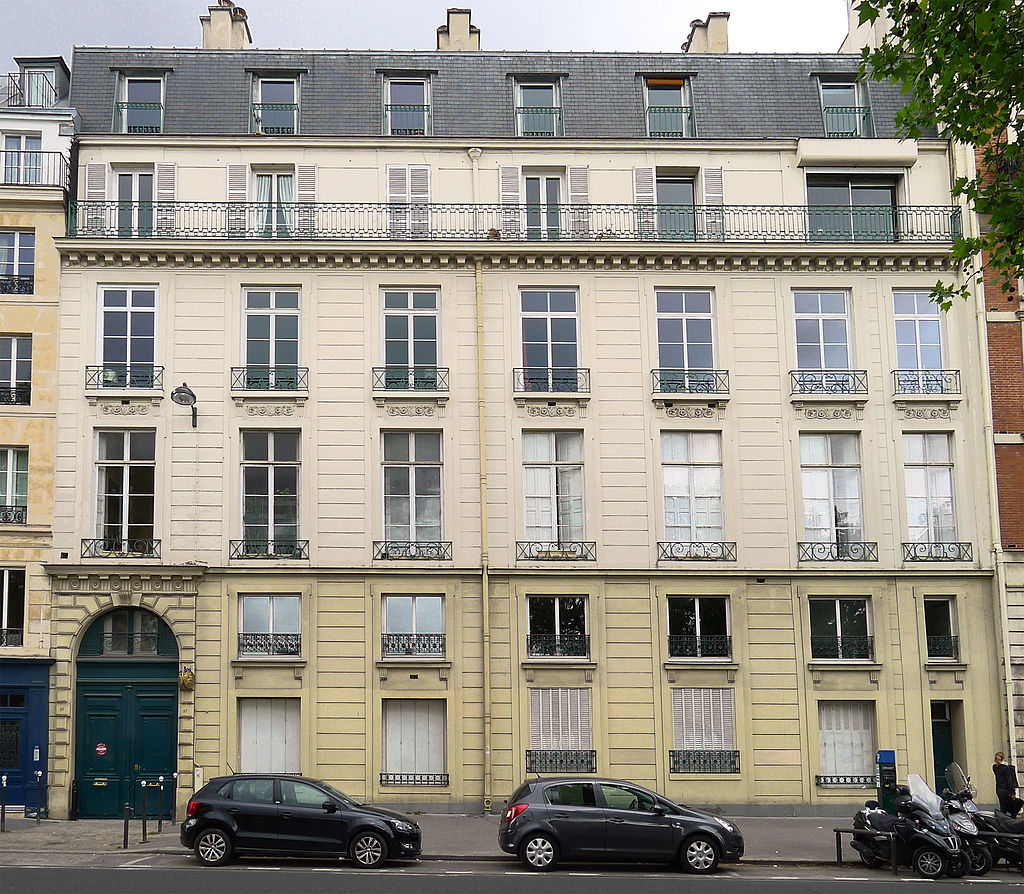
Hôtel du président Rolland d'Erceville au 37, quai de la Tournelle à Paris.

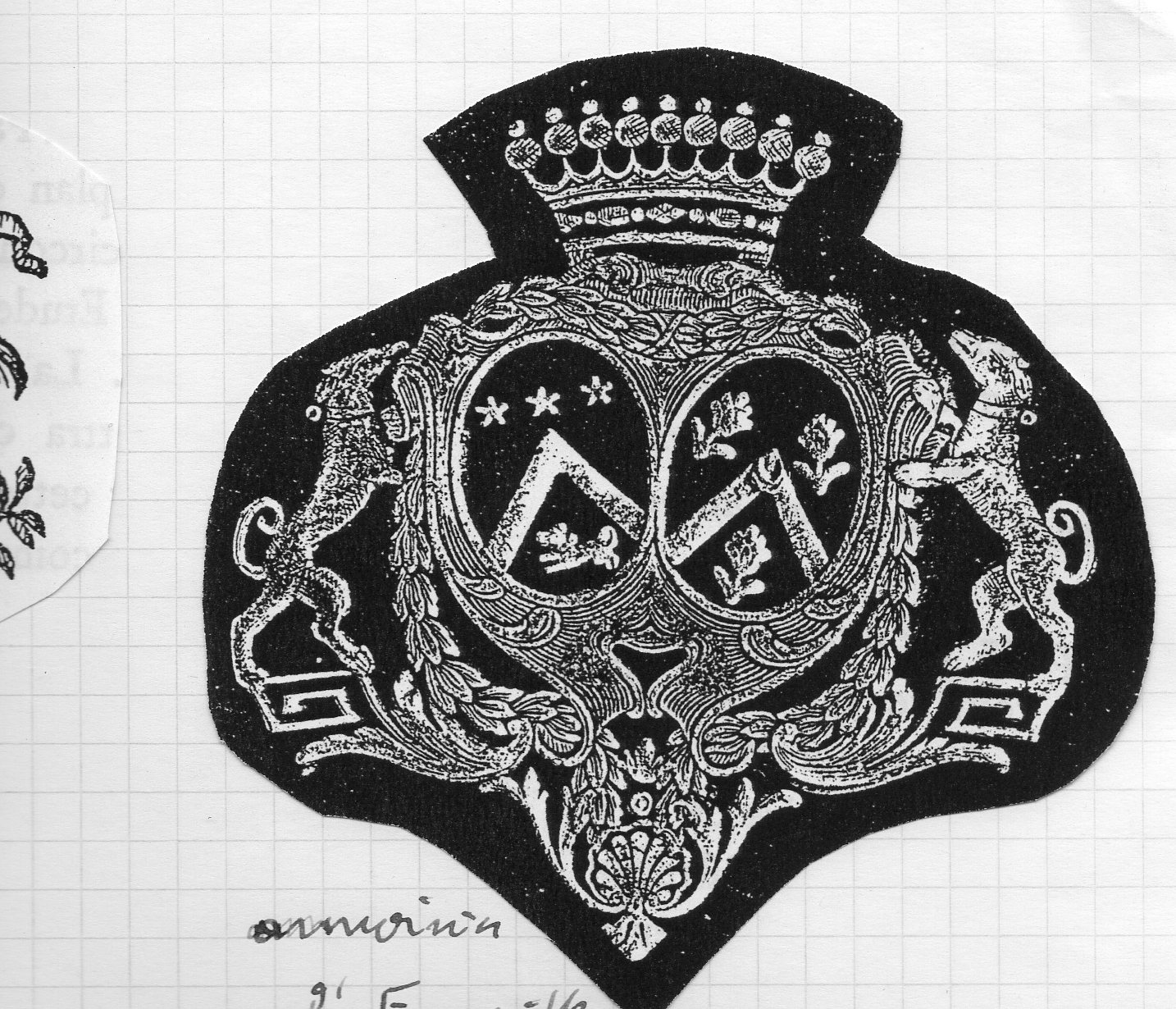
Armes du président Rolland d'Erceville.

Issu d'une famille originaire de Villefranche-d'Albigeois (Tarn) établie à Paris en la personne de son grand-père Barthélémy Rolland (1647-1718), banquier et agent de change, contrôleur général de l'extraordinaire des guerres, conseiller secrétaire du roi, maison et couronne de France en la grande chancellerie, nommé en mai 1691 et reçu le 11 juillet 1691 (charge anoblissante). Aïeul de l'ensemble de la famille Rolland de Chambaudoin d'Erceville subsistante.
Marié à Françoise Blondeau, d'une famille de la magistrature parisienne, possessionnée près de Fontainebleau, il est père du préfet Barthélémy François Rolland de Chambaudoin et de Barthélémy-Louis-Charles Rolland de Chambaudoin d'Erceville, il était également beau-père du ministre et académicien Antoine-François-Claude Ferrand.
Il fut conseiller au parlement de Paris et commissaire aux enquêtes du Palais (2 septembre 1749), puis président au parlement de Paris aux requêtes par provisions (7 juillet 1760), membre de la commission des finances (brevet du 21 décembre 1763). 
Il fut un des commissaires chargés de la réorganisation et de l'administration des collèges de l'Université, après l'expulsion des Jésuites en 1762. Premier comte de Chambaudoin par érection de la seigneurie en comté (par lettres patentes de Louis XV de janvier 1770), seigneur d’Allainville, Annemont, Ardouville, Aubreuil, Erceville, Fontferrière, Gloriette, Judinville, La Muette, Trémeville, et Samois. 
Il mourut guillotiné en 1794 avec plusieurs de ses collègues du parlement de Paris.

## Publications
- Recueil de plusieurs des ouvrages de Monsieur le Président Rolland, imprimé en exécution des délibérations du bureau d'administration du collège Louis-Le-Grand, des 17 janvier & 18 avril 1782, Paris, P.G. Simon et N.H. Nyon, 1783.
- Dissertation sur la question de savoir si les inscriptions doivent être rédigées en latin ou en françois, par le président Rolland académie d'Amiens, Paris, chez Simon et Nyon, 1784
- « Recherches sur les prérogatives des dames chez les Gaulois, sur les cours d'amour, etc. », Journal de Paris. Année littéraire. Journal polytype des sciences et des arts, Tome III, mars 1787, p. 143-50 ; réédité en 1797.
- Discours prononcé en la grande salle...de l'Académie royale .. d'Orléans le 11 décembre 1787, par M; le président rolland, à Orléans, chez Montaut-Rouzaud, 1788.
- Compte rendu aux chambres assemblées par Monsieur le président Rolland de ce qui a été fait par MM. les commissaires nommés par les arrêts des 6 août et 7 septembre 1762, 1763, T II des Etablissements jésuites, chez P.G. Simon,   imprimeur du Parlement, rue de la Harpe, à l'Hercule.